# Dmitrij Tarabin
Dmitrij Sergeevič Tarabin (in russo Дмитрий Сергеевич Тарабин?; Berlino, 29 ottobre 1991) è un giavellottista moldavo naturalizzato russo.
In carriera è stato bronzo ai mondiali di Mosca 2013. È sposato con la giavellottista russa Marija Abakumova.

## Palmarès
| Anno | Manifestazione    | Sede    | Evento                 | Risultato | Misura  | Note |
| ---- | ----------------- | ------- | ---------------------- | --------- | ------- | ---- |
| 2007 | Mondiali allievi  | Ostrava | Lancio del giavellotto | 23º       | 62,45 m |      |
| 2010 | Mondiali juniores | Moncton | Lancio del giavellotto | Bronzo    | 76,42 m |      |
| 2011 | Europei under 23  | Ostrava | Lancio del giavellotto | Bronzo    | 83,18 m |      |
| 2011 | Mondiali          | Taegu   | Lancio del giavellotto | 10º       | 79,06 m |      |
| 2013 | Universiadi       | Kazan'  | Lancio del giavellotto | Oro       | 83,11 m |      |
| 2013 | Mondiali          | Mosca   | Lancio del giavellotto | Bronzo    | 86,23 m |      |
| 2014 | Europei           | Zurigo  | Lancio del giavellotto | 5º        | 81,24 m |      |
| 2015 | Mondiali          | Pechino | Lancio del giavellotto | 25º (q)   | 77,48 m |      |